# Beninksberg
De Beninksberg is een heuvel en natuurgebied in het Hageland in de Belgische gemeente Rotselaar. De heuvel ligt in de buurt van de Wijngaardberg en wordt beheerd door het Agentschap voor Natuur en Bos.  De Diestiaanheuvel steekt meer dan vijftig meter boven de omgeving uit. Tijdens de middeleeuwen werd op de zuidflank aan wijnbouw gedaan. Tot het midden van de 20e eeuw waren de vruchtbaarste delen van de zuidflank akker. Na de tweede wereldoorlog werden ze even gebruikt als boomgaard voor perziken.De omgeving van de heuvel is landschappelijk beschermd sinds 1977. De Vlaamse overheid verwierf in 1991 het grootste deel van de heuvel en beheert er ondertussen 50 hectare. De gewesteigendommen vormen sinds 1993 het Vlaams natuurreservaat Beninksberg. Het landschap bestaat uit bos (ruwe berk, zomereik, eik, beuk) (met blauwe bosbes, koningsvaren, gewone dopheide, liggende vleugeltjesbloem) holle wegen (met  eikvaren, grasklokje, rapunzelklokje, blauwe knoop, grote veldbies), open gebieden (met zandblauwtje, bosdroogbloem, mannetjesereprijs, fraai hertshooi, pilzegge, gewone brem, schapenzuring, gaspeldoorn) en een schrale zuidhelling met pijpenstrootje en struikheide. Er leeft onder andere eikenpage, geelgors, steenmarter, hazelworm, sikkelsprinkhaan, mierenleeuw, groene zandloopkever, tijgerspin, haas, vos, ree, bosmuis, hermelijn, bunzing, rode eekhoorn en eikelmuis. Het reservaat is toegankelijk op de paden via het wandelnetwerk 'Hagelandse Heuvels'. De Beninksberg is Europees beschermd als onderdeel van Natura 2000-gebied 'Valleien van de Winge en de Motte met valleihellingen'.

## Afbeeldingen

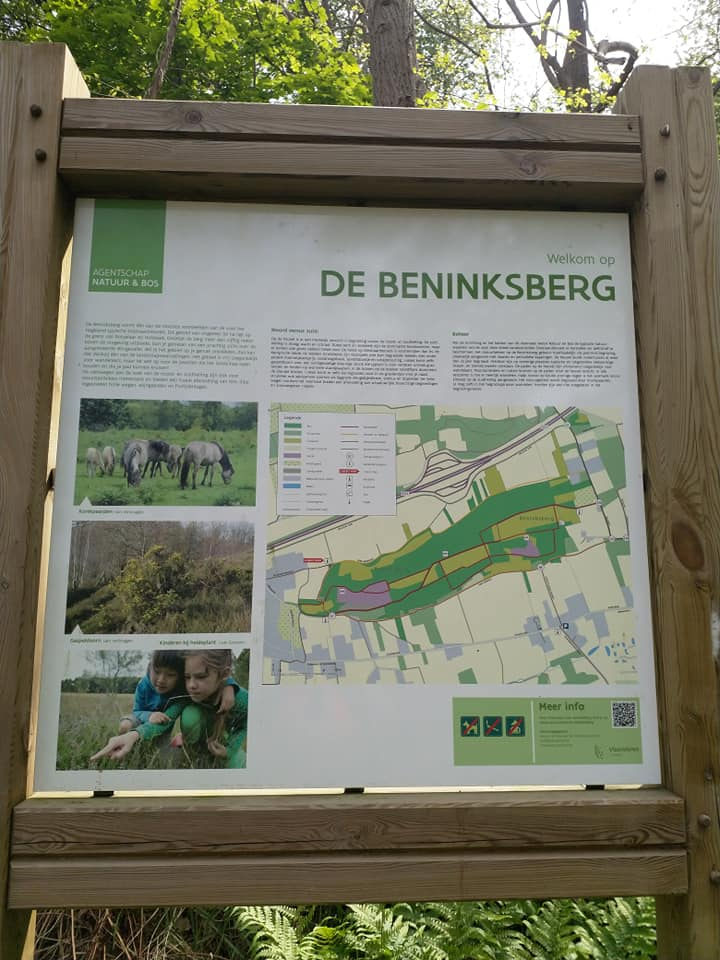
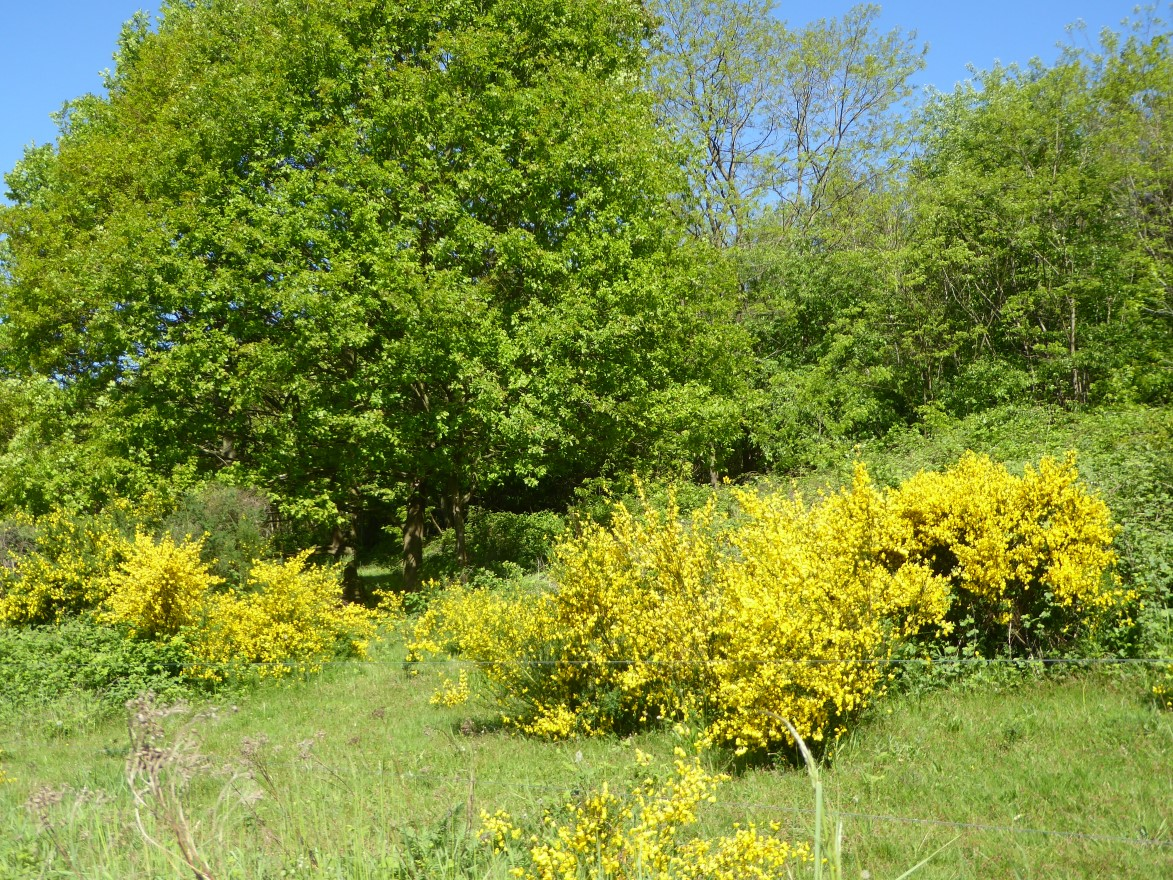
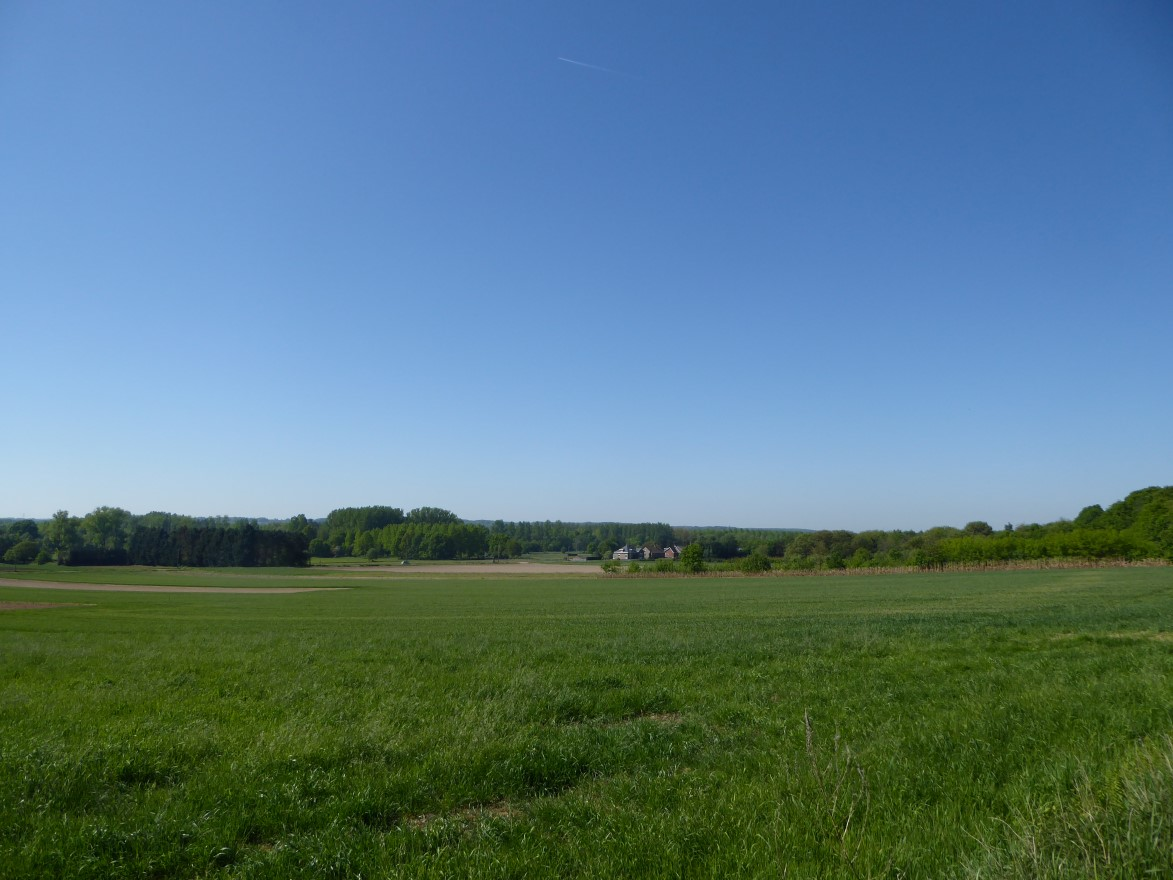
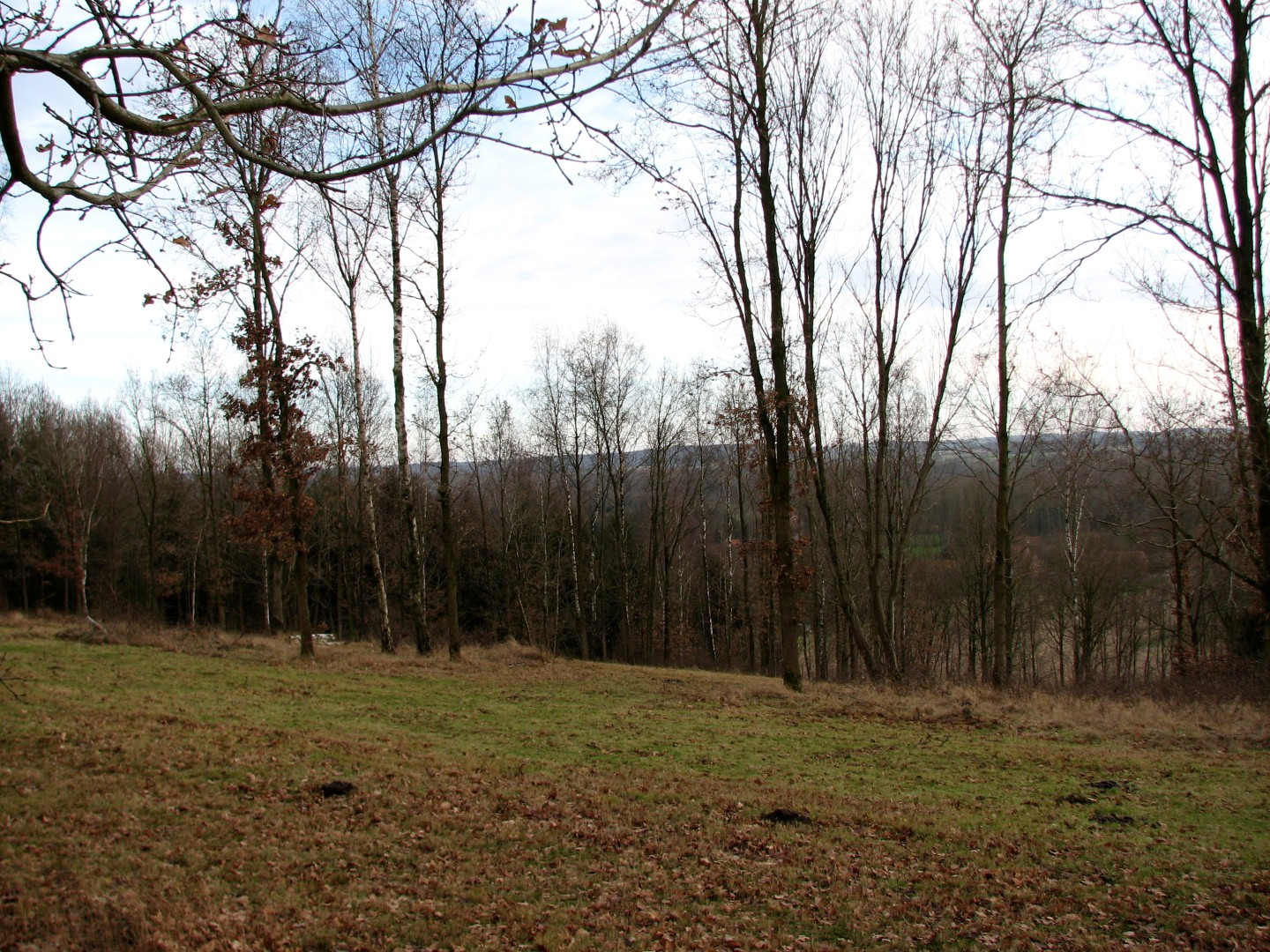